# Регистарске ознаке у Португалији
Регистарске таблице у Португалији се састоје од два слова, два броја, и два слова црне боје на белој позадини. Са леве стране се налази плава трака, на којој се налази ознака за Португалију, P, а изнад ознаке налазе се дванаест златних звездица. Систем нема везе са географским локацијама или слично. Претходне таблице су садржале црне цртице измежу слова и бројева (2005-2020). Овакве таблице су се појавиле почетком 20. века и трајале су све до марта 2020. године.
2020. године са променом АА–01–АА, жута трака која садржи датум прве регистрације се укида због тога што су власти у другим земљама погрешно погрешиле датум регистрације као датум истека.  Поред тога, цртице које раздвајају бројеве или слова.

## Боје
Прве таблице су садржале бела слова и бројеве на црној позадини. Од 1992. године па до данас, таблице су беле боје са црним словима и бројевима. Ово се разликовало од система као што је у Немачкој (где бројеви означавају почетак и крај месеца регистрације возила) и сличније системима као што је Италија (где датум означава годину регистрације возила). Жута трака је укинута увођењем новог формата 2020. године.

## Специјалне регистарске таблице
Специјалне регистарске таблице се користе за приколице, дипломатска возила, и возила Португалске националне републиканске гарде. Дипломатске таблице садрже белу позадину на којој се налазе три броја, цртица, два слова, и три броја, који су обојени црвеном бојом. Остале две таблице су сличне као и таблице за нормалне аутомобиле.

## Ознаке по окрузима
Возила имају следеће ознаке округа на регистарским таблицама: 
- A – Понта Делгада (Азори)
- AN – Ангра до Ероизмо
- AV – Авеиро
- BE – Бежа
- BG – Браганса
- BR – Брага
- C – Коимбра
- CB – Кастело Бранко
- E – Евора
- FA – Фаро
- GD – Гварда
- H – Хорта
- L – Лисабон
- LE – Леирја
- M – Фуншал (Мадеира)
- P – Порто
- PT – Порталегре
- SA – Сантарем
- SE – Сетубал
- VC – Вијана до Кастело
- VR – Вила Реал
- VI – Визеу

До 1970-их коришћене су ознаке A, AN, C, H, L, M и P.

## Историја
Регистарске таблице од 1901. до 1911. године су се обично састојале од пуног назива или скраћенице округа праћеног серијским бројем. (на пример „LISBOA 123“ или „L.XA 123“ за возило регистровано у Лисабону).
Регистарске таблице од 1911. до 1936. године су прављене када је земља била подељена на зоне (север, центар, југ и, од 1918, Азори и Мадеира), свака је имала секвенцу идентификационих бројева за регистарске таблице, које су биле N–000, C–000, S–000, A–000 и M–000. Таблице су имале црну позадину са белим словима и бројевима.
Регистарске таблице од 1937. до 1992. године су издате 1. јануара 1937. године. Ово се састојало од низа од AA–10–00 до ЗЗ–99–99. Одржан је редослед по зонама, са словима од AA до LZ резервисаних за југ (Лисабон), Ma до TZ за север (Опорто) и UA до ZZ за центар (Коимбра).
Регистарске таблице од 1992. до 2020. године су биле беле са црним словима и бројевима. Са леве стране се налазила плава трака са ознаком за Португалију и изнад ње дванаест звездица. Садржале су по два слова, цртицу, два броја, цртицу и два слова. Са десне стране налазила се жута трака, која је представљала месец издања.

## Таблице некадашњих португалских прекоморских територија
- Ангола :  Axx–00–00 – друго и треће слово резервисано је по округу
- Зеленортска острва : CVx–00–00 – треће слово је идентификовало групу острва (S: Сотавенто, B: Барлавенто)
- Португалска Гвинеја : G–00–00
- Португалска Индија : Ixx–00–00 – друго и треће слово су резервисано по округу (IGA затим IGZ за округ Гоа )
- Макао : M–00–00 и касније Mx–00–00 – друго слово је било секвенцијално
- Мозамбик : Mxx–00–00 – друго и треће слово резервисано по округу
- Сао Томе и Принцип : STP–00–00
- Португалски Тимор : Т–00–00 и касније TP–00–00